# Johannes Kelpius
Johannes Kelpius (vers 1667 - 1708) est un théologien piétiste allemand. Né sous le nom de Johann Kelp en 1667, près de la ville de Schässbourg dans la principauté de Transylvanie (aujourd'hui en Roumanie), il n'y reste pas et émigre en Allemagne vers l'âge de douze ans, puis en Amérique à l'âge de 21 ans, pour y vivre en ermite dans une grotte sur les bords du Wissahickon, en Pennsylvanie. Il est l'inspirateur d'un groupe de mystiques parfois appelés Society of the Woman in the Wilderness. Il meurt à l'âge de 41 ans et laisse une œuvre littéraire et musicale féconde (traités religieux, hymnes).

## Jeunesse et formation
Johann Kelp fait ses études à l'université de Altdorf près de Nuremberg, où il latinise son nom en Johannes Kelpius, comme le faisaient les clercs à son époque. 
À l'âge de 16 ans, il est diplômé en théologie et a publié plusieurs ouvrages. Il est attiré par le piétisme et par l'ésotérisme, et devient disciple de Johann Jacob Zimmermann, lui-même disciple du théosophe Jakob Böhme. 
Quand se prépare le voyage pour l'Amérique, c'est Zimmermann qui en est le chef, mais il meurt subitement peu avant le départ. Kelpius lui succède à la tête du groupe.

## Les premiers Allemands en Pennsylvanie
La Pennsylvanie est attribuée officiellement par le roi Charles II d'Angleterre à William Penn en 1681, après dix ans de combat bureaucratique. Philadelphie est fondée en 1682.
L'immigration allemande s'y intéresse aussitôt. Les Piétistes du Saalhof de Francfort, connus de Zimmermann, organisent la Frankfurt Land Company en vue d'acheter des terres. C'est en 1683 que Francis Daniel Pastorius arrive sur le navire « America ». Les membres du Saalhof auraient dû l'accompagner, mais ils renoncent, certains provisoirement, comme Jacob Telner qui arrive en 1689 sur le Concord, repart et revient deux ans après. En revanche, l'America est suivie par le « Concord », qui arrive avec treize familles originaires de Krefeld, près de Düsseldorf. Elles se voient attribuer une parcelle de terre à 6 miles au nord de Philadelphie, précédemment négociée par Pastorius : ce sera Germantown.
Germantown, « la ville des Allemands », reçoit ses premiers coups de pioche en 1683. Elle est officiellement érigée en ville en 1689, avec Pastorius comme maire.
L'année 1688 voit l'arrivée de William Rittenhouse, originaire de Mülheim en Westphalie. Mülheim était très influencée par le théologien dissident Jean de Labadie, qui préconise le mysticisme et la mise en commun des biens.

## La préparation du voyage
En 1693, le Chapitre de la Perfection (ainsi que s'appellent les disciples de Zimmermann) se rend à Rotterdam en vue de son départ pour le Nouveau Monde. Kelpius fait partie du groupe. Les membres se rassemblent à Halberstadt et à Magdebourg (villes situées dans deux des duchés les plus tolérants), et continuent sur Rotterdam à pied et sac au dos.
Ils rencontrent Benjamin Furly, riche marchand hollandais, agent de Penn en Europe, libraire passionné par les œuvres de Boehme et par la Kabbale. C'est déjà Furly qui avait traité au nom de Penn avec Francis Daniel Pastorius avant le départ de celui-ci pour l'Amérique.
Zimmermann meurt peu avant le départ du navire. Il est remplacé à la tête du groupe par Johannes Kelpius. 
Le navire « Sara Maria Hopewell » est affrété par Kelpius le 7 février 1694. Durant son séjour à Londres, le Chapitre de la Perfection établit des liens avec la Société religieuse des Amis (quakers) et avec la Philadelphian society, un groupe de mystiques réuni autour d'une femme, Jane Leade.
Le financement du voyage est préparé très sérieusement. Les quakers fournissent une aide financière importante, et apportent plusieurs crédits complémentaires car, comme toujours, le départ est retardé. En particulier, en ces temps de grande insécurité sur les mers, il faut attendre la formation d'un convoi pour s'y joindre. Une partie des candidats au voyage est exclue du groupe pour mauvaise conduite. Les partants ne seront donc pas exactement quarante, ce qui relativise ce qui a pu être écrit sur ce chiffre mystique.

## Le voyage
Le journal de voyage de Kelpius a été conservé. Parmi la quarantaine de membres du groupe, on note Heinrich Bernhard Koster, Daniel Falckner, et Johann Gottfried Seelig. 
Le navire quitte la côte anglaise le 18 avril 1694 et arrive sur la côte de Virginie le 12 juin, après un voyage mouvementé comportant batailles et tempêtes. Leur heureuse issue conforte Kelpius, qui y voit des épreuves voulues par Dieu et surmontées avec bonheur. Douze jours après, ils débarquent à Philadelphie, s'enregistrent, prêtent le serment d'allégeance à la couronne anglaise. Le lendemain, ils se rendent à Germantown. Certains y sont logés dans la maison d'Isaac von Bebber, un mennonite devenu quaker, arrivé avec la première vague des immigrés allemands venus de Krefeld. D'autres voyageurs sont logés aux alentours. L'accueil a été préparé par les quakers le mieux possible.
Parmi les voyageurs, Daniel Falkner est un recruteur actif pour la colonie de Penn. Fils d'un pasteur luthérien, il a eu des liens avec Spener et Francke dans les années 1690. Il est également sous l'influence de Zimmermann et de Kelpius; et il les suit en Pennsylvanie. Il y passe quelques années, puis il retourne en Europe et recrute d'autres immigrants. Il arrive à Londres en 1698 ; cette année-là, Telner aussi était rentré à Londres.

## Sur les bords du Wissahickon
Le groupe finit par s'installer au bord d'une rivière, le Wissahickon. Ils y établissent un programme régulier d'études privées et de méditation, et construisent un grand bâtiment, le Tabernacle, pour leurs réunions. Parmi les quelques livres de la petite bibliothèque, les œuvres de Jacob Boehme dominent. Certains vivent en communauté, mais d'autres vivent durement dans des grottes et des cabanes d'ermites. Ils ne se donnent pas de nom particulier, car Kelpius ne veut pas créer une secte de plus, mais on les appelle les mystiques du Wissahickon, ou encore Society of the Woman in the Wilderness, en référence peut-être à un passage de l'Apocalypse, et peut-être aussi à la Vierge Sophie (la Sagesse divinisée) des mystiques ; souvent mentionnée par Boehme, la Vierge Sophie a sans doute de l'importance pour son disciple Kelpius, mais pour autant, on évitera quand même de pousser trop loin les spéculations sur le nom du groupe, puisqu'il ne l'a pas choisi lui-même.
Ils créent une école pour les enfants du voisinage, célèbrent un culte public, partagent leur savoir médical. Quelques nouveaux venus rejoignent le groupe, comme Conrad Matthai et Christopher Witt mais la communauté commence à décliner.
Le déclin commence dès l'arrivée en Amérique, quand certains membres se marient et quittent le groupe. Kelpius est atteint de tuberculose. Son mode de vie d'ermite n'arrange rien, ni son désintéressement. Prêches, enseignements, soins : tout est gratuit, et les frères vivent de peu. Le portrait de Christopher Witt nous montre un Kelpius au regard intense et plein de bonté, mais épuisé. La liste de ses œuvres impressionne, quand on pense qu'il est mort à 35 ans, et qu'il a eu maintes activités en plus de l'écriture et de la méditation.
Le déclin s'accentue après la mort de Kelpius en 1708. Les derniers adeptes rejoignent le Ephrata Cloister.
Curieusement, le fait que la fin du monde ne soit pas arrivée à la date annoncée joue peu dans ce déclin. La pensée de Kelpius ne se limite pas à de telles prédictions, bien que le millénarisme et les calculs astronomiques ne soient jamais reniés. Au sommet du Tabernable (bâtiment construit par le groupe), il y a un observatoire astronomique.
On sait peu de choses sur sa mort, qui n'est pas enregistrée. Elle est entourée de légendes. On dit que Kelpius espérait passer sur un autre plan d'existence sans passer par la mort physique. On dit aussi qu'il aurait possédé la pierre philosophale et que, peu avant sa mort, il aurait donné l'ordre de la jeter dans une rivière, le Wissahickon ou le Skuykhill.
Son héritage littéraire et musical comprend des hymnes, un journal, des correspondances, des traités théologiques, et surtout un livre de prière et de méditation intitulé A  Short, Easy, and Comprehensive Method of Prayer,  dans lequel il préconise une prière silencieuse et permanente, souligne que tous peuvent la pratiquer et exhorte chacun à le faire. Ce dernier ouvrage, facile d'accès, a connu un certain succès tout au long du XVIIIe siècle, et a été plusieurs fois réédité.
Les mystiques du Wissahickon laissent également une trace durable dans l'imaginaire et la légende.
Kelpius a servi de modèle à l'un des premiers portraits à l'huile du Nouveau Monde, peint par Christopher Witt.
La grotte où il aurait vécu reste un lieu de visite et de recueillement, et une plaque commémorative a été apposée par les modernes rosicruciens. Pour autant, les références à la Rose-Croix sont absentes des écrits de Kelpius. Les premiers rocicruciens, connus par la pose nocturne d'affiches et par la mise en circulation de livres clandestins au début du XVIIe siècle, sont difficiles à identifier. L'existence d'un mouvement rosicrucien est controversée, et Johann Valentin Andreae, pasteur luthérien et auteur d'un des manifestes, l'a présenté comme un canular de jeunesse.

## Sources

### Sources primaires
- La en:Historical Society of Pennsylvania possède en ses collections le portrait de Kelpius, ainsi que son journal, ses hymnes et d'autres documents.

### Sources secondaires
- Cromohs Virtual Seminars, Johannes Kelpius (1673–1708): Mystic on the Wissahickon, Levente Juhász, University of Szeged
- L. Juhász, Johannes Kelpius (1673–1708): Mystic on the Wissahickon, in M. Caricchio, G. Tarantino, eds.,
- Cromohs Virtual Seminars. Recent historiographical trends of the British Studies (17th-18th Centuries), 2006-2007: 1-9 lecture en ligne possible
- ABridging the Gap: Cultural Brokers and the Structure of Transatlantic Communication, par Rosalind J. Beiler, 6th Krefeld Symposium: Atlantic Communication, May 9-13, 2002 ; www.uni-erfurt.de/nordamerika/doc/Papers_rtf/beiler.rtf

En allemand
- (de) Claus Bernet, « Johannes Kelpius », dans Biographisch-Bibliographisches Kirchenlexikon (BBKL), vol. 23, Nordhausen, 2004 (ISBN 3-88309-155-3, lire en ligne), colonnes 778-786